# بادي روبنسون
بادي روبنسون (بالإنجليزية: Buddy Robinson)‏ هو لاعب هوكي الجليد أمريكي، ولد في 30 سبتمبر 1991 في بيلماور في الولايات المتحدة.

## وصلات خارجية
- بادي روبنسون على موقع دوري الهوكي الوطني (الإنجليزية)
- بادي روبنسون على موقع EliteProspects.com (الإنجليزية)
- بادي روبنسون على موقع HockeyDB.com (الإنجليزية)
- بادي روبنسون على موقع Hockey-Reference.com (الإنجليزية)